# ارطغرل کورکچو
ارطغرل کورک چو (ترکی استانبولی: Ertuğrul Kürkçü؛ کردی: ئه‌رتوغرول کورکچو؛ زادهٔ ۵ مهٔ ۱۹۴۸) یک سیاست‌مدار اهل ترکیه و از اعضای «حزب دموکراتیک خلق‌های ترکیه» است.